# Катастрофа Ил-14 на острове Греэм-Белл
В воскресенье 20 октября 1963 года на острове Греэм-Белл (Земля Франца-Иосифа) потерпел катастрофу Ил-14, в результате чего погибли 7 человек.

## Самолёт
Ил-14 СССР-04197 (заводской номер — 147001326, серийный — 13-26) был выпущен заводом № 30 «Знамя Труда» 29 марта 1957 года и изначально имел бортовой номер CCCP-Н624. Поступил в Управление полярной авиации. Впоследствии самолёт был перерегистрирован и получил номер 04197. На момент катастрофы авиалайнер имел 8051 час налёта.

## Ход полёта
20 октября самолёт должен был выполнять ледовую разведку в окрестностях Земли Франца-Иосифа в интересах ледокола «Индигирка». Пилотировал его экипаж из 254 лётного отряда, состоящий из командира Н. В. Мироненко, второго пилота К. Е. Саунина, штурмана П. П. Потапова, бортмеханика И. М. Абрамченко и бортрадиста Л. С. Овчинникова. В качестве наблюдателей в самолёте находились два сотрудника ААНИИ — гидрологи Н. П. Ирецкий и Д. Н. Муратов.
В 08:20 (здесь и далее — московское время, UTC+3) Ил-14 вылетел из аэродрома Нагурская на Земле Александры. Полёт проходил в сложных метеорологических условиях. Согласно прогнозам погоды, по всей трассе полёта небо было закрыто сплошной многослойной облачностью с высоты 100—200 до 2500—3000 метров. Имели место осадки (снег, морось), туман, опасность обледенения в облаках. Видимость не превышала 4 км. По ходу полёта погодные условия продолжали ухудшаться.
Последний доклад о местоположении самолёта был получен в 10:55. Экипаж сообщил определённые на 10:30 координаты 81°20′ с. ш. 60°00′ в. д.(к северу от острова Гофмана), курс 110° и визуальную оценку высоты полёта 200 метров. Согласно выводам расследовавшей происшествие комиссии, с этого времени до 11:50 самолёт проследовал севернее острова Греэм-Белл, затем обогнул его с востока и юга и оказался в проливе Моргана шириной около 6 км.
В 11:50 самолёт вышел на связь с аэродромом на острове Греэм-Белл, где планировал совершить посадку, и запросил сигнал для взятия пеленга, после чего связь с ним прервалась.

## Обстоятельства катастрофы
По мнению комиссии, получив пеленг, экипаж самолёта сделал ошибочный вывод, что узость пролива Моргана с высокими берегами уже пройдена, и повернул в направлении аэродрома Греэм-Белл, рассчитывая на полёт над припайным льдом. В силу конструктивных недостатков, имевшиеся на борту радиовысотомер и радиолокатор не показывали массив ледника, спускающегося с берега острова. В условиях ограниченной видимости, по оценке комиссии составлявшей 1—2 км, экипаж самолёта около 12:00 допустил столкновение с ледником на высоте примерно 150 метров над уровнем моря, после чего самолёт пролетел ещё 750 метров, повторно столкнулся с ледником на высоте 200 метров, разрушился и сгорел.
Поиски места происшествия были осложнены плохой погодой. К моменту обнаружения 23 октября обломки самолёта вмёрзли в ледник, подтаявший в результате пожара. Удалось найти тела лишь четверых из семи находившихся на борту людей.

## Причины
Комиссия назвала причиной катастрофы нарушение наставления по проведению полётов (НПП ГА-58) и руководства по производству ледовой авиационной разведки. Экипаж самолёта нарушил положения этих документов, устанавливающие минимально допустимые метеорологические условия, при которых допускаются полёты вблизи покрытых снегом высоких берегов островов и архипелагов. Другие источники акцентируют внимание на сложные метеоусловия, приведшие к потере экипажем ориентировки, и недостатках радиолокационного оборудования.

## Память
14 января 1964 года Архангельский облисполком принял решение переименовать мыс Песчаный (крайний западный мыс острова Греэм-Белл) в мыс Семерых — в память о погибших гидрологах и членах экипажа самолёта.